# میرکو پیری
میرکو پیری (انگلیسی: Mirko Pieri؛ زادهٔ ۲۴ ژوئیهٔ ۱۹۷۸) بازیکن فوتبال اهل ایتالیا است.
از باشگاه‌هایی که در آن بازی کرده‌است می‌توان به باشگاه فوتبال سمپدوریا، باشگاه فوتبال پروجا، باشگاه فوتبال لیورنو، و باشگاه فوتبال اودینزه اشاره نمود.